# Encarsia davidi
Encarsia davidi är en stekelart som beskrevs av Gennaro Viggiani och Mazzone 1980. Encarsia davidi ingår i släktet Encarsia och familjen växtlussteklar.
Artens utbredningsområde är:
- Egypten.
- Israel.

Inga underarter finns listade i Catalogue of Life.